# Джастін Грінінг
Джастін Ґрінінг (англ. Justine Greening; нар. 30 квітня 1969, Ротергем, Англія) — британський економіст і політичний діяч, член Консервативної партії. З 2005 року є членом Палати громад від округу Putney. В уряді Девіда Камерона була в 2011—2012 роках міністром транспорту Великої Британії, 2012—2016 — міністром міжнародного розвитку. В уряді Терези Мей — міністр освіти та міністр у справах жінок та рівноправності.

## Життєпис
Вивчала економіку в Університеті Саутгемптона, також отримала ступінь магістра ділового адміністрування у Лондонській школі бізнесу. Сертифікований бухгалтер і до своєї політичної кар'єри вона працювала в бухгалтерії та фінансових відділах низки великих компаній, у тому числі PricewaterhouseCoopers і GlaxoSmithKline.

## Особисте життя
У червні 2016 року Ґрінінг розповіла в Twitter, що перебуває у «щасливих одностатевих стосунках».